# Kerk van Westerbroek

De kerk van Westerbroek is een eenvoudige zaalkerk uit 1889 in het Groninger dorp Westerbroek. De huidige kerk heeft ten minste twee voorgangers gehad, de directe voorganger ging door brand ten onder, een oudere kerk werd in 1721 gesloopt. In de kerk staat een orgel uit 1900 van de zoons van Van Oeckelen.

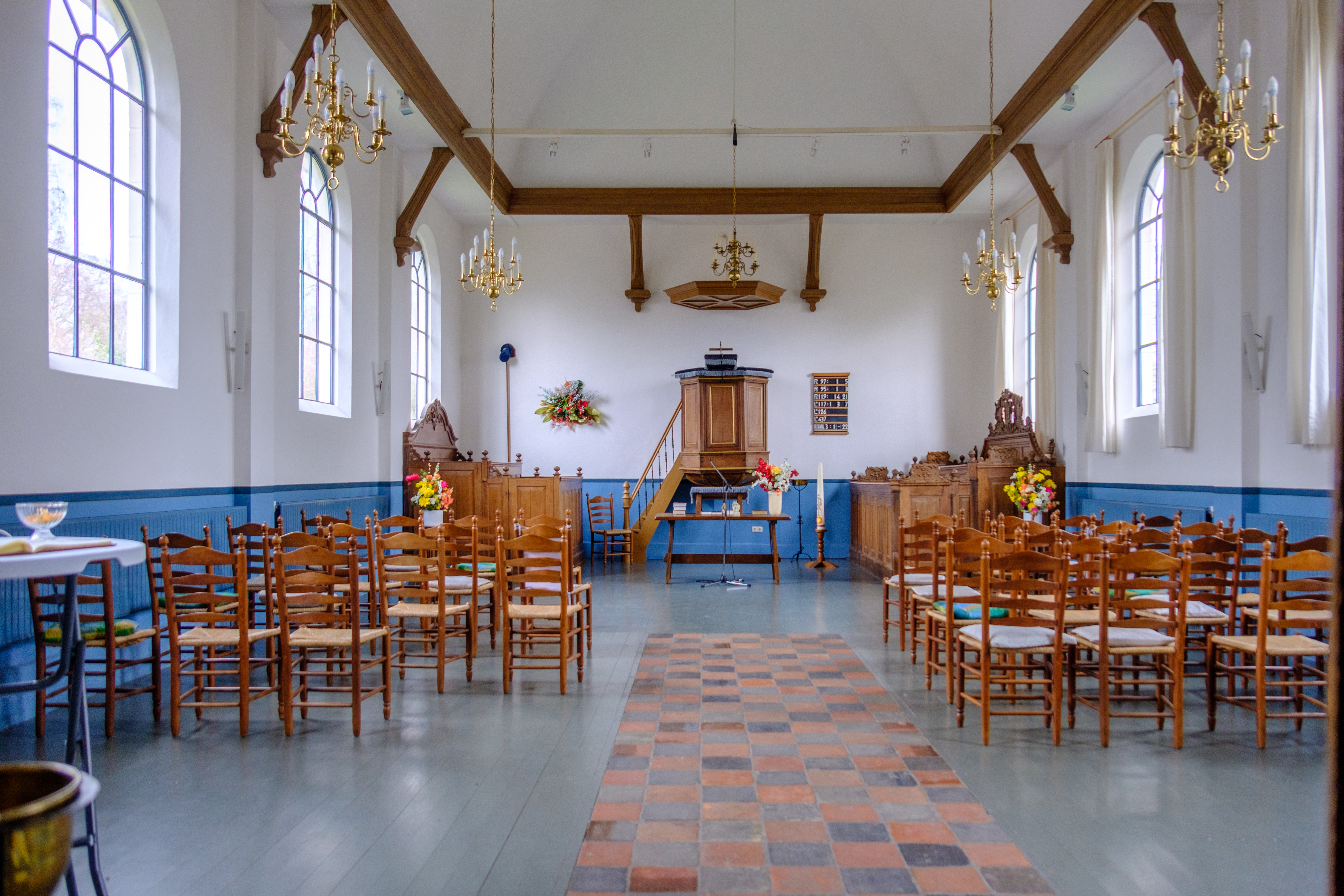
Interieur
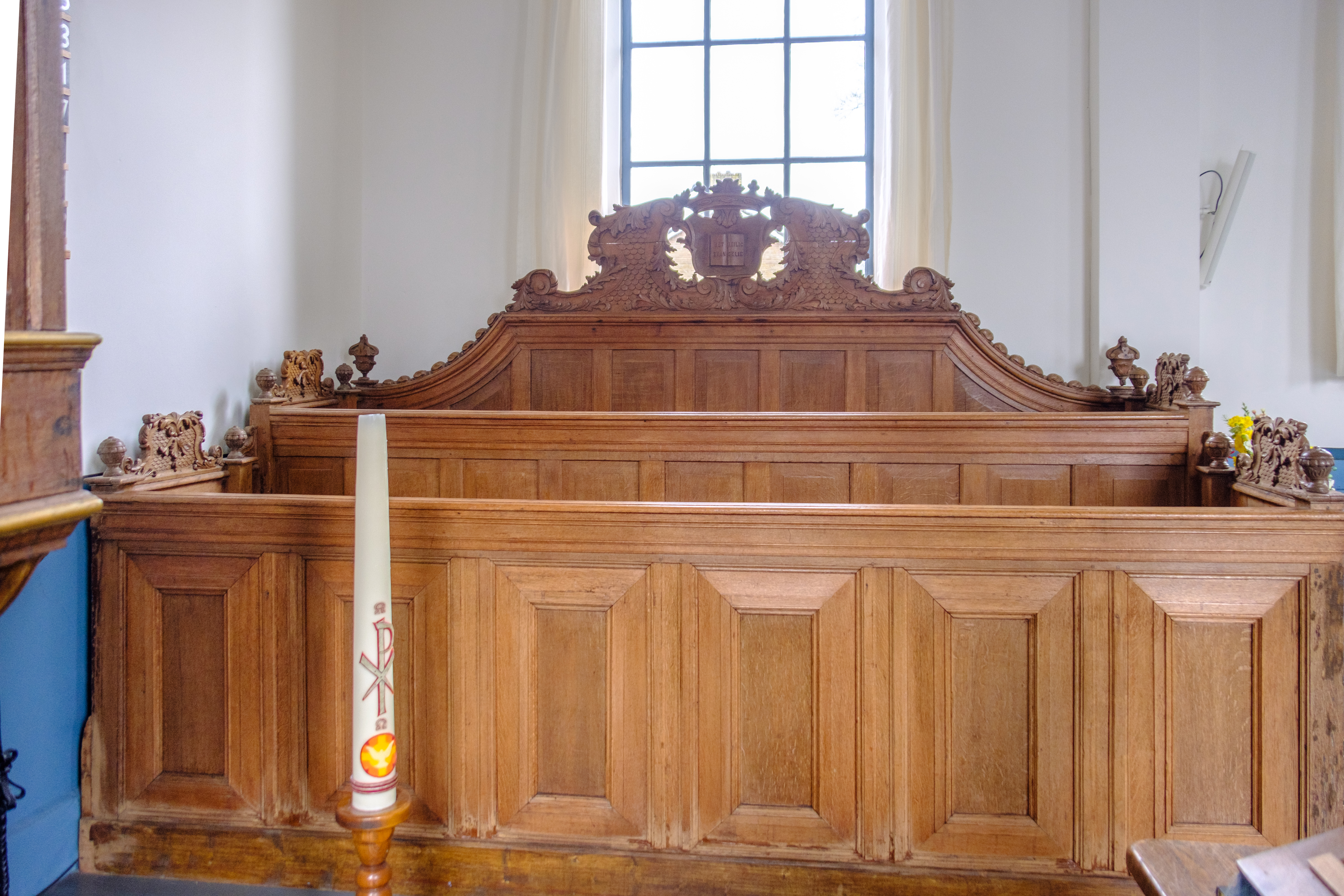
18e-eeuwse herenbank
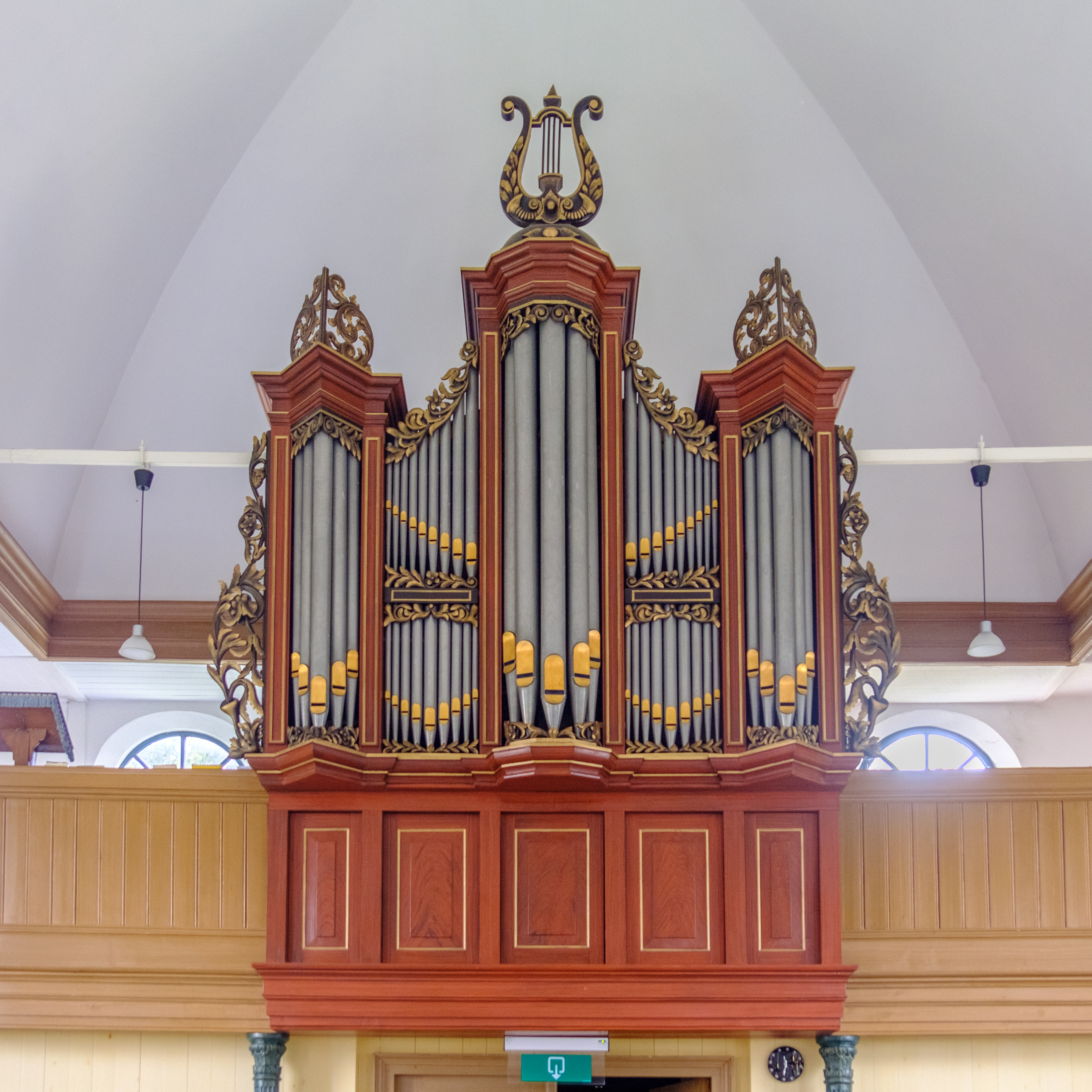
Van Oeckelenorgel